# Tadeusz Friedrich

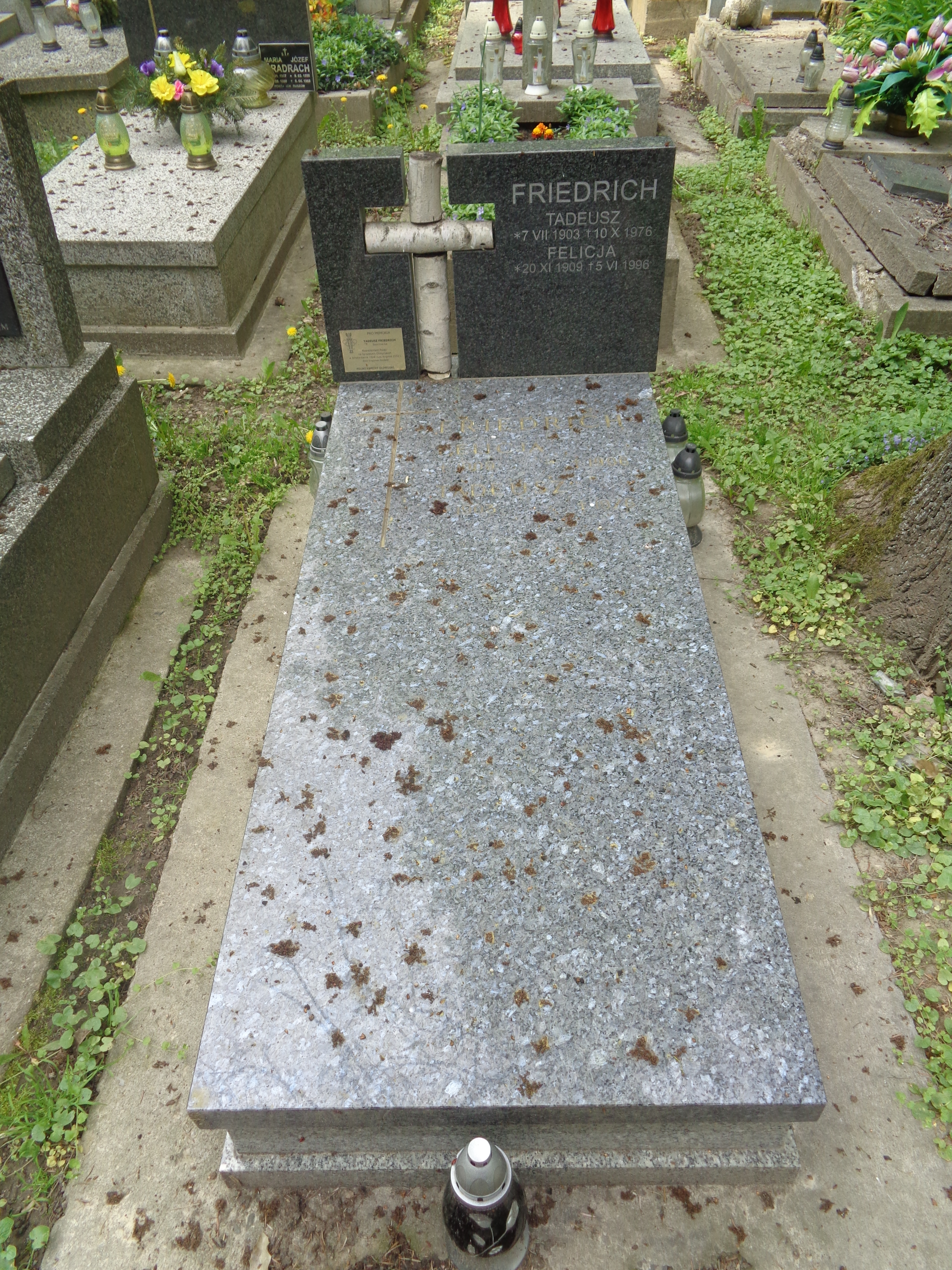
Grób Tadeusza Friedricha na cmentarzu Rakowickim w Krakowie

Tadeusz Friedrich (ur. 7 lipca 1903 w Nowym Sączu, zm. 10 października 1976 w Krakowie) – polski szermierz; dwukrotny medalista igrzysk olimpijskich i mistrzostw świata.

## Życiorys
Urodził się 7 lipca 1903 we Nowym Sączu. Szkołę powszechną i średnią ukończył w rodzinnej miejscowości. Podczas I wojny światowej ewakuował się do Wiednia, gdzie ukończył gimnazjum. W 1920 wrócił do Polski. Rozpoczął studia na wydziale prawa Uniwersytetu Lwowskiego. Szermierkę zaczął uprawiać w okresie gimnazjum. W latach 1921–1934 był zawodnikiem Lwowskiego Klubu Szermierczego i Warszawianki. W kraju zadebiutował na mistrzostwach polski we Lwowie. Zajął 5. miejsce we florecie i 7 w szabli. Trzy razy brał udział w igrzyskach olimpijskich (1924–1932, za pierwszym razem jako rezerwowy), zdobywając brązowe w drużynie na IO w Amsterdamie i IO w Los Angeles . W tej samej konkurencji zdobył też brązowe medale na mistrzostwach świata w Liège (1930) i mistrzostwach świata w Warszawie (1934). Karierę zakończył w 1936 roku powodu dolegliwości kręgosłupa. W latach trzydziestych udzielał się w Polskim Związku Szermierczym. W okresie międzywojennym był jednym z najlepszych szermierzy w Polsce. Walczył we wszystkich broniach, w każdej zostając indywidualnym mistrzem Polski (łącznie 9 tytułów). Po wybuchu II wojny światowej ewakuował się na wschód do Kowla. Następnie powrócił do Warszawy. Pracował w banku. Jesienią 1939 ukrył pamiątki PZSz część sprzętu, dokumentację. Namawiany do współpracy i wspólnych treningów przez niemieckiego szermierza Stabenowa odmówił. W powstaniu warszawskim walczył w formacjach cywilnych. Jesienią 1944 przeniósł się na stałe do Krakowa. Po wojnie włączył się w odbudowę sportu polskiego. W październiku 1945 był jednym z inicjatorów reaktywowania Polskiego Związku Szermierczego. W pierwszym zarządzie był skarbnikiem. W latach 1947–1956 był kapitanem sportowym Polskiego związku szermierczego. Podczas igrzysk w Londynie był kierownikiem polskiej drużyny szermierczej. Był trenerem Budowlanych i Cracovii. Był inicjatorem Międzynarodowego Turnieju Floretowego Juniorów. Po jego śmierci turniej stał się memoriałem Tadeusza Friedricha. Jego żoną była Felicja Schabińska, lekkoatletka i olimpijka z Los Angeles, mieli dwie córki. Brał udział w powstaniu warszawskim, po wojnie zamieszkał w Krakowie. Pracował jako trener. Zmarł 10 października 1976 w Krakowie. Jest pochowany na cmentarzu Rakowickim (kwatera: XVIII-7-40).

## Ordery i odznaczenia
- Srebrny Krzyż Zasługi (9 listopada 1932)[6]